# 埃尔坦基希思利
埃尔坦基希思利是乌拉圭首都蒙得维的亚的一个足球俱乐部。该队成立于1955年。现参加烏拉圭足球甲級聯賽。